# Neftechimik Nižnekamsk
Il Neftechimik Nižnekamsk (russo: Нефтехимик Нижнекамск) è una squadra di hockey su ghiaccio russa, con sede nella città di Nižnekamsk. Fu fondato nel 1968 e milita nel massimo campionato russo, la Kontinental Hockey League.

## Storia
Il Neftechimik fu fondato nel 1968 su iniziativa degli operai dell'impianto petrolchimico omonimo, settore trainante dell'economia della città di Nižnekamsk. Una volta creato il club partecipò al campionato di hockey della Repubblica del Tatarstan. Dopo aver vinto il titolo nelle competizioni regionali dal 1979 iniziò a disputare le divisioni minori del campionato nazionale.
Nei primi anni 1990 il Neftechimik disputò la Vysšaja Liga, conquistando il titolo nella stagione 1994-95 e venendo promosso nel Campionato CSI. Dal 1996 fino al 2008 giocò ininterrottamente nella Superliga russa, iscrivendosi poi nel 2008 alla Kontinental Hockey League.

## Palmarès

### Competizioni nazionali
- Vysšaja Liga: 1

1994-1995

### Competizioni internazionali
- Pajulahti Cup: 2

2002